# Lingwood
Lingwood är en ort i Lingwood and Burlingham, Broadland, Storbritannien. Den ligger i grevskapet Norfolk och riksdelen England, i den sydöstra delen av landet, 160 km nordost om huvudstaden London. Lingwood ligger 27 meter över havet och antalet invånare är 2 427. Lingwood var en civil parish fram till 1935 när blev den en del av Burlingham. Civil parish hade 568 invånare år 1931.
Terrängen runt Lingwood är platt. Runt Lingwood är det ganska tätbefolkat, med 185 invånare per kvadratkilometer. Närmaste större samhälle är Norwich, 12,7 km väster om Lingwood. Trakten runt Lingwood består till största delen av jordbruksmark.